# Błażej Szepietowski
Błażej Jakub Szepietowski – polski matematyk, doktor habilitowany nauk matematycznych, profesor Uniwersytetu Gdańskiego, specjalista od teorii grup oraz topologii niskowymiarowej.

## Kariera naukowa
W 2006 roku na Wydziale Matematyki, Fizyki i Informatyki Uniwersytetu Gdańskiego uzyskał stopień doktora nauk matematycznych w zakresie matematyki na podstawie rozprawy pt. Generatory i relacje w grupie klas odwzorowań powierzchni nieorientowalnej, której promotorem był prof. Grzegorz Gromadzki. W tym samym roku został zatrudniony na tejże uczelni, a w 2016 roku uzyskał na jej Wydziale Matematyki, Fizyki i Informatyki stopień doktora habilitowanego nauk matematycznych w dyscyplinie matematyki na podstawie pracy pt. Grupa klas odwzorowań powierzchni nieorientowalnej.